# Jelena Iljinych
Jelena „Lena” Rusłanowna Iljinych, ros. Еле́на Русла́новна Ильины́х (ur. 25 kwietnia 1994 w Aktau) – rosyjska łyżwiarka figurowa, startująca w parach tanecznych. Mistrzyni olimpijska (2014, drużynowo) i brązowa medalistka olimpijska z Soczi (2014, w parach tanecznych), medalistka mistrzostw Europy, mistrzyni świata juniorów (2010) oraz mistrzyni Rosji (2015).
Jelena Iljinych wraz z byłym partnerem sportowym Nikitą Kacałapowem są historycznymi rekordzistami świata juniorów w nocie łącznej, tańcu oryginalnym i tańcu dowolnym w związku ze zmianą przepisów w 2010 roku (połączenie tańca obowiązkowego i oryginalnego w taniec krótki).
16 stycznia 2020 roku w Miami urodziła syna o imieniu Mir, którego ojcem jest ukraiński tancerz baletowy Siergiej Połunin.
We wrześniu 2020 roku została jednym z trenerów w sztabie szkoleniowym Jewgienija Pluszczenki, gdzie jedną z jej pierwszych uczennic została Aleksandra Trusowa.

## Osiągnięcia

### Z Antonem Szybniewem
| CS Tallinn Trophy | WD |

### Z Rusłanem Żyganszynem
| Zawody                  | 14–15          | 15–16          | 16–17          |                |                |                |                |                |                |                |                |                |                |                |                |                |                |
| Międzynarodowe          | Międzynarodowe | Międzynarodowe | Międzynarodowe | Międzynarodowe | Międzynarodowe | Międzynarodowe | Międzynarodowe | Międzynarodowe | Międzynarodowe | Międzynarodowe | Międzynarodowe | Międzynarodowe | Międzynarodowe | Międzynarodowe | Międzynarodowe | Międzynarodowe | Międzynarodowe |
| ----------------------- | -------------- | -------------- | -------------- | -------------- | -------------- | -------------- | -------------- | -------------- | -------------- | -------------- | -------------- | -------------- | -------------- | -------------- | -------------- | -------------- | -------------- |
| Mistrzostwa świata      | 7              |                |                |                |                |                |                |                |                |                |                |                |                |                |                |                |                |
| Mistrzostwa Europy      | 4              |                |                |                |                |                |                |                |                |                |                |                |                |                |                |                |                |
| GP Finał Grand Prix     | 6              |                |                |                |                |                |                |                |                |                |                |                |                |                |                |                |                |
| GP Cup of China         | 4              | 3              |                |                |                |                |                |                |                |                |                |                |                |                |                |                |                |
| GP Rostelecom Cup       | 2              | 5              |                |                |                |                |                |                |                |                |                |                |                |                |                |                |                |
| GP Skate America        |                |                | 5              |                |                |                |                |                |                |                |                |                |                |                |                |                |                |
| GP Trophée Eric Bompard |                |                | 4              |                |                |                |                |                |                |                |                |                |                |                |                |                |                |
| CS Tallinn Trophy       |                |                | 1              |                |                |                |                |                |                |                |                |                |                |                |                |                |                |
| CS Mordovian Ornament   |                | 1              |                |                |                |                |                |                |                |                |                |                |                |                |                |                |                |
| Krajowe                 |                |                |                |                |                |                |                |                |                |                |                |                |                |                |                |                |                |
| Mistrzostwa Rosji       | 1              | 4              | 4              |                |                |                |                |                |                |                |                |                |                |                |                |                |                |
| Zawody drużynowe        |                |                |                |                |                |                |                |                |                |                |                |                |                |                |                |                |                |
| World Team Trophy       | 2 T 4 P        |                |                |                |                |                |                |                |                |                |                |                |                |                |                |                |                |

### Z Nikitą Kacałapowem

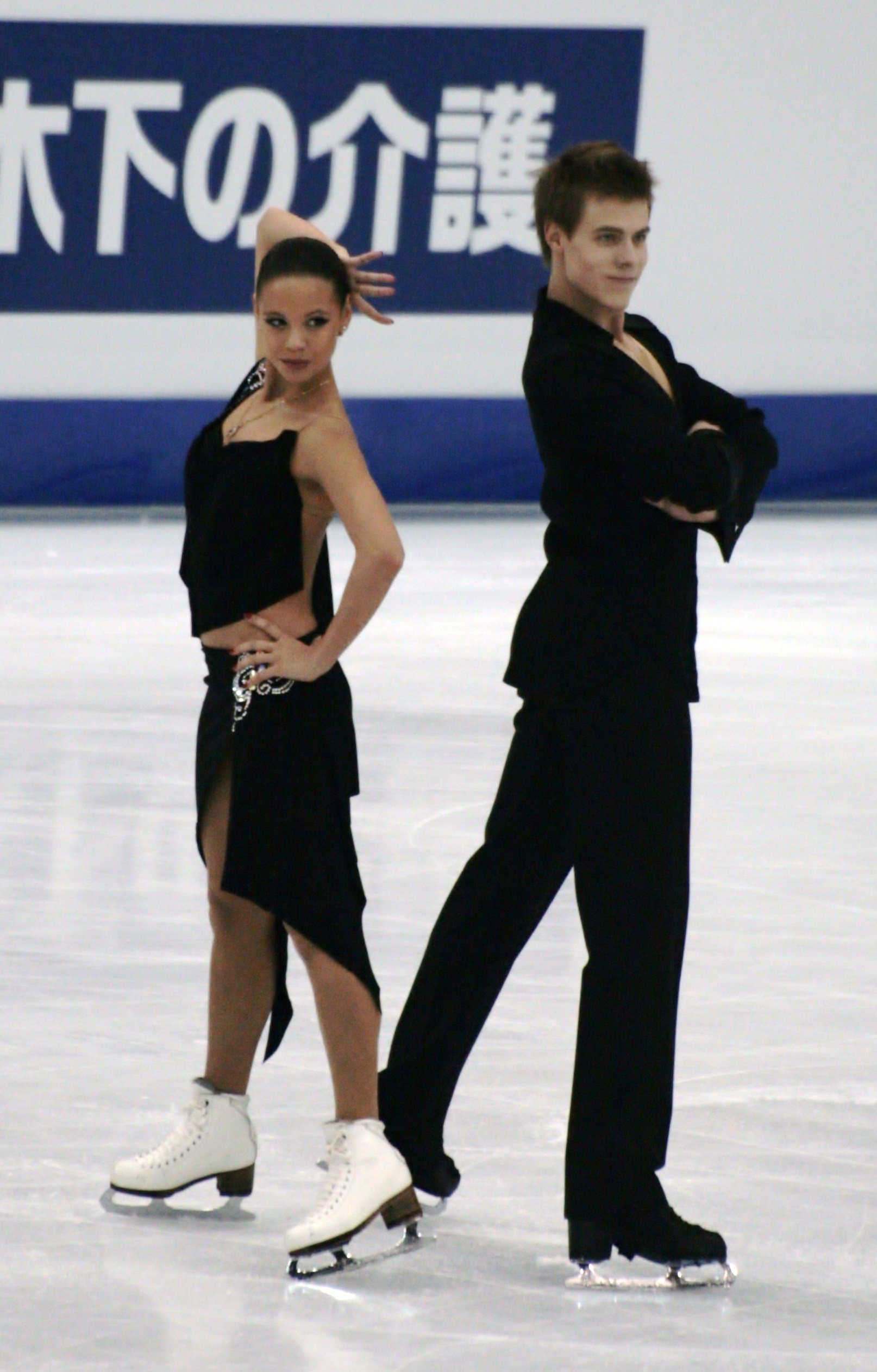
Iljinych i Kacałapow na mistrzostwach świata 2012

| Zawody                                | 08–09          | 09–10          | 10–11          | 11–12          | 12–13          | 13–14          |                |                |                |                |                |                |                |                |                |                |                |
| Międzynarodowe                        | Międzynarodowe | Międzynarodowe | Międzynarodowe | Międzynarodowe | Międzynarodowe | Międzynarodowe | Międzynarodowe | Międzynarodowe | Międzynarodowe | Międzynarodowe | Międzynarodowe | Międzynarodowe | Międzynarodowe | Międzynarodowe | Międzynarodowe | Międzynarodowe | Międzynarodowe |
| ------------------------------------- | -------------- | -------------- | -------------- | -------------- | -------------- | -------------- | -------------- | -------------- | -------------- | -------------- | -------------- | -------------- | -------------- | -------------- | -------------- | -------------- | -------------- |
| Igrzyska olimpijskie                  |                |                |                |                |                | 3              |                |                |                |                |                |                |                |                |                |                |                |
| Mistrzostwa świata                    |                |                | 7              | 5              | 9              | 4              |                |                |                |                |                |                |                |                |                |                |                |
| Mistrzostwa Europy                    |                |                | 4              | 3              | 2              | 2              |                |                |                |                |                |                |                |                |                |                |                |
| GP Finał Grand Prix                   |                |                |                |                | 6              |                |                |                |                |                |                |                |                |                |                |                |                |
| GP NHK Trophy                         |                |                | 4              | 3              | 2              | 4              |                |                |                |                |                |                |                |                |                |                |                |
| GP Rostelecom Cup                     |                |                | 3              |                | 2              |                |                |                |                |                |                |                |                |                |                |                |                |
| GP Trophée Eric Bompard               |                |                |                | 4              |                | 2              |                |                |                |                |                |                |                |                |                |                |                |
| Crystal Skate                         |                |                |                |                | 1              |                |                |                |                |                |                |                |                |                |                |                |                |
| Międzynarodowe: Kategorie młodzieżowe |                |                |                |                |                |                |                |                |                |                |                |                |                |                |                |                |                |
| Mistrzostwa świata juniorów           |                | 1              |                |                |                |                |                |                |                |                |                |                |                |                |                |                |                |
| JGP Finał                             |                | 2              |                |                |                |                |                |                |                |                |                |                |                |                |                |                |                |
| JGP w Polsce                          |                | 1              |                |                |                |                |                |                |                |                |                |                |                |                |                |                |                |
| JGP na Węgrzech                       |                | 1              |                |                |                |                |                |                |                |                |                |                |                |                |                |                |                |
| Krajowe                               |                |                |                |                |                |                |                |                |                |                |                |                |                |                |                |                |                |
| Mistrzostwa Rosji                     |                |                | 3              | 2              | 2              | 2              |                |                |                |                |                |                |                |                |                |                |                |
| Mistrzostwa Rosji juniorów            | 4              | 2              |                |                |                |                |                |                |                |                |                |                |                |                |                |                |                |
| Zawody drużynowe                      |                |                |                |                |                |                |                |                |                |                |                |                |                |                |                |                |                |
| Igrzyska olimpijskie                  |                |                |                |                |                | 1              |                |                |                |                |                |                |                |                |                |                |                |
| World Team Trophy                     |                |                |                | 5 T 5 P        |                |                |                |                |                |                |                |                |                |                |                |                |                |